# Amos Ekhalie
Amos Ekhalie (Mombasa, 8 luglio 1988) è un calciatore keniota, centrocampista del Wazito.